# Sucha Beskidzka

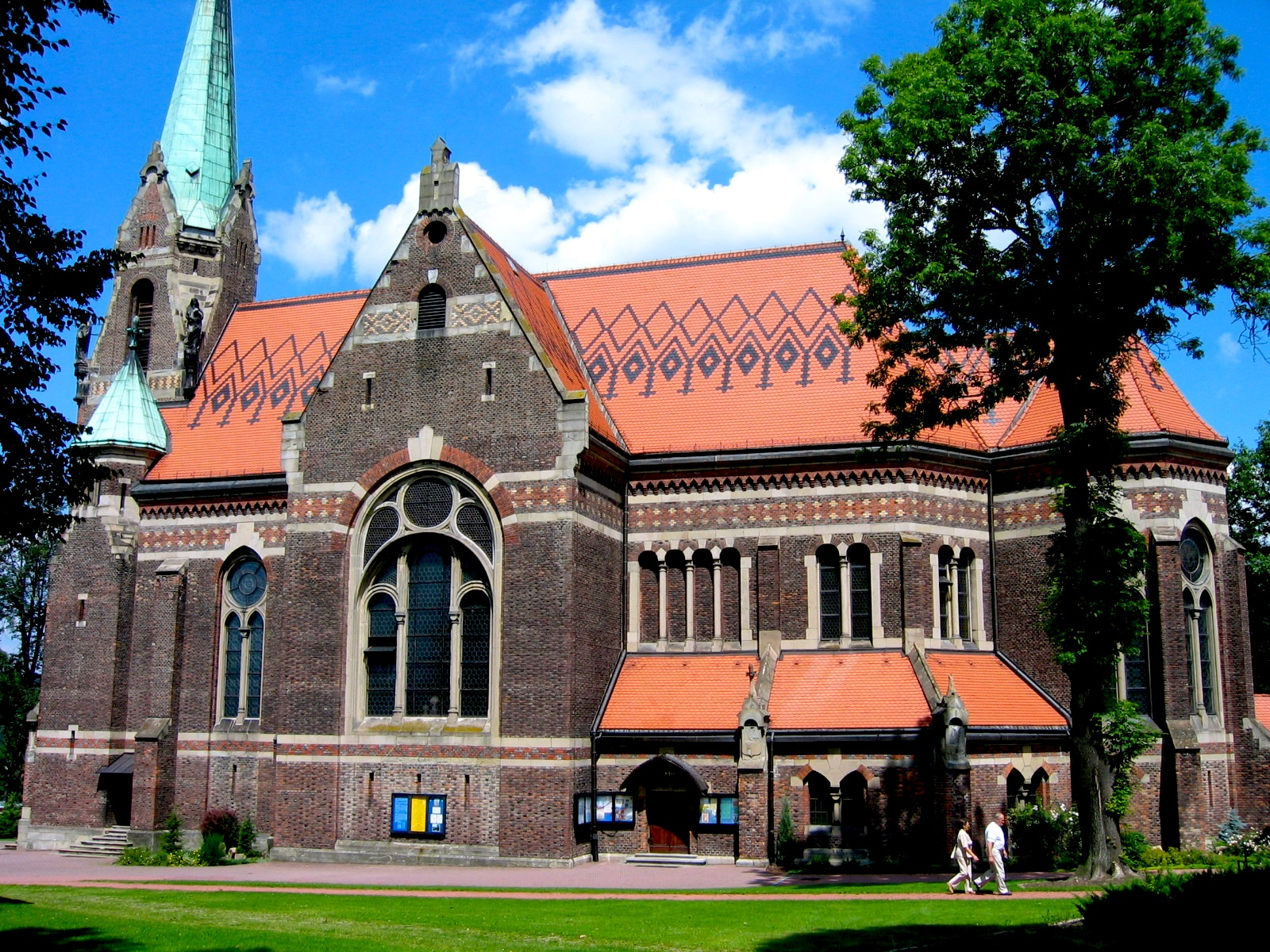
Kyrkan i Sucha Beskidzka.

Sucha Beskidzka (till 1965 Sucha) är en stad i Lillpolen, ett landskap i södra Polen, cirka 57 kilometer sydväst om Kraków. Själva staden hade cirka 9 044 invånare år 2020. Sucha Beskidzka är också huvudstaden i kretsen. 
Billy Wilder föddes i Sucha år 1906.